# Eurytides callias
Eurytides callias är en fjärilsart som först beskrevs av Rothschild och Jordan 1906.  Eurytides callias ingår i släktet Eurytides och familjen riddarfjärilar. Inga underarter finns listade i Catalogue of Life.

## Bildgalleri

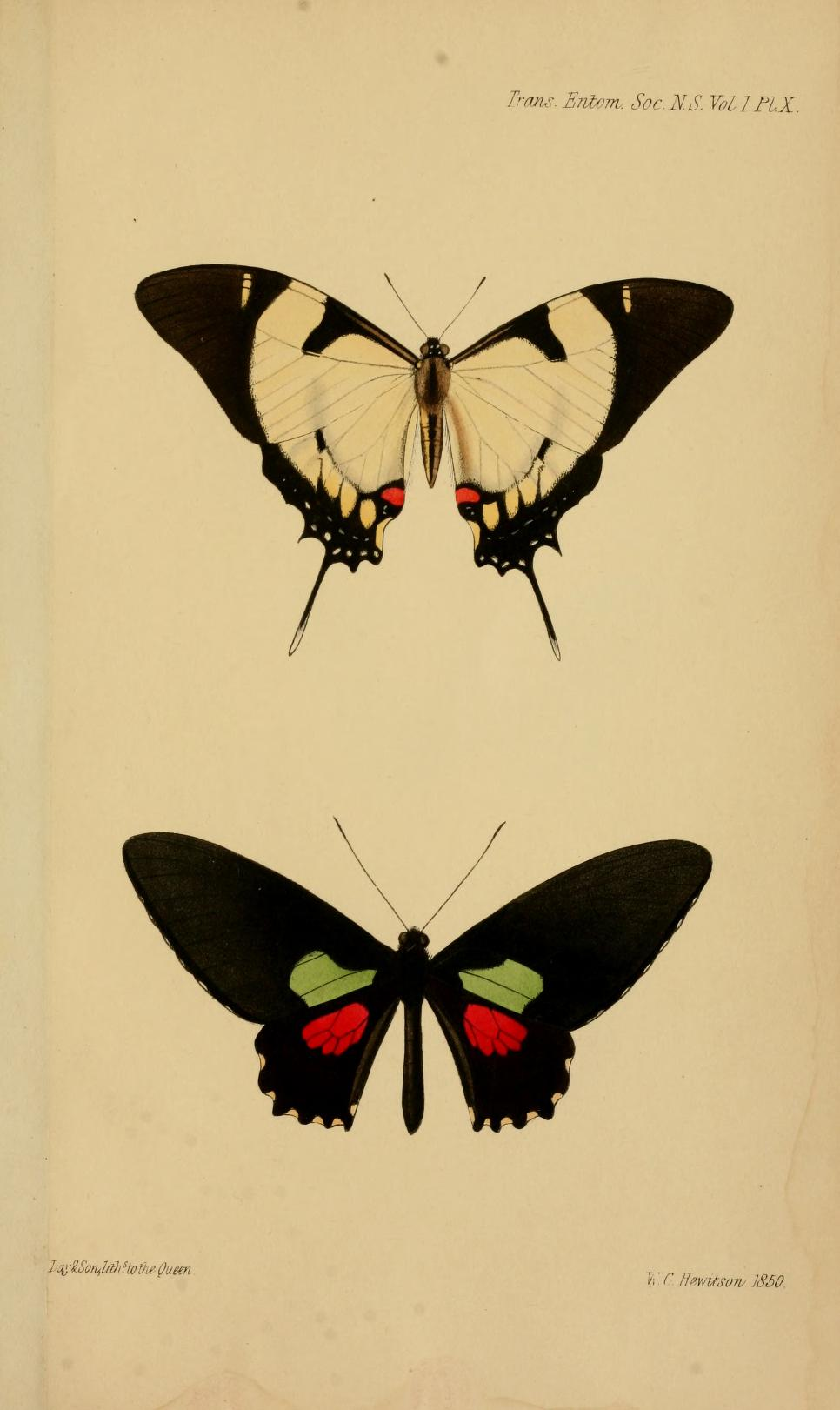